# جون بيسلي (ملحن)
جون بيسلي (بالإنجليزية: John Beasley)‏ هو عازف جاز وعازف بيانو وملحن أمريكي، ولد في 10 أكتوبر 1958 في شريفبورت في الولايات المتحدة.

## وصلات خارجية
- جون بيسلي على موقع IMDb (الإنجليزية)
- جون بيسلي على موقع ميوزك برينز (الإنجليزية)
- جون بيسلي على موقع أول ميوزيك (الإنجليزية)
- جون بيسلي على موقع ديسكوغز (الإنجليزية)